# Håvard Solås Taugbøl
Håvard Solås Taugbøl, né le 20 août 1993 à Lillehammer, est un fondeur norvégien, spécialiste du sprint. Il remporte notamment la médaille de bronze du sprint aux Championnats du monde 2021.

## Biographie
Chez les juniors, où il est actif avec l'équipe nationale depuis 2011 (4e sur le Festival olympique de la jeunesse européenne cette année), il remporte deux médailles aux Championnats du monde de la catégorie sur le relais (bronze en 2012 et argent en 2013) et un titre national junior sur le vingt kilomètres classique en 2012.
Håvard Solås Taugbøl prend part à sa première épreuve de Coupe du monde en décembre 2013 à l'occasion du sprint de Davos où il marque ses premiers points (21e). Un an plus tard, au même endroit, il atteint pour la première fois les dix premiers avant de se qualifier pour sa première finale en sprint début mars 2015 à Lahti dont il prend la quatrième place.
En 2017, il est auteur de trois top dix en Coupe du monde et gagne le classement général de la Coupe de Scandinavie.
En 2018, il obtient son premier titre de champion de Norvège sur le sprint par équipes. Il est au mieux onzième en Coupe du monde cet hiver, puis septième l'hiver suivant.
Lors de la saison 2019-2020, il transforme ses multiples places d'honneur en podium, terminant troisième du sprint libre de Davos, ainsi que deuxième du sprint par équipes de Planica avec Gjøran Tefre et du sprint libre de Drammen, derrière Johannes Høsflot Klæbo.
En 2020-2021, il se teste en distance en prenant part au Nordic Opening (29e), mais court peu en raison des restrictions de voyage liées à la pandémie de covid-19 et doit attendre fin janvier et le sprint libre de Falun pour affronter ses adversaires, aboutissant à une troisième place. Son autre seule course de l'hiver est le sprint classique des Championnats du monde à Oberstdorf, où il décroche sa première médaille pour sa première sélection, avec la médaille de bronze derrière ses compatriotes Johannes Høsflot Klaebo et Erik Valnes.
En décembre 2021, le Norvégien devient pour la première fois victorieux en Coupe du monde en individuel, gagnant le sprint libre de Dresde devant Federico Pellegrino et Lucas Chanavat, dominant toutes les phases de la compétition.

## Palmarès

### Championnats du monde
| Épreuve / Édition        | Sprint                           | Sprint                    | 15 km | 15 km                            | Skiathlon 2 × 15 km | 50 km | Relais | Relais    |
| Épreuve / Édition        | libre                            | classique                 | libre | classique                        | Skiathlon 2 × 15 km | 50 km | Sprint | 4 × 10 km |
| Mondiaux 2021 Oberstdorf | Épreuve inexistante à cette date | Médaille de bronze, monde | -     | Épreuve inexistante à cette date | —                   | —     | -      | —         |

Légende :
- : première place, médaille d'or
- : deuxième place, médaille d'argent
- : troisième place, médaille de bronze
- : pas d'épreuve
- — : n'a pas participé à l'épreuve

### Coupe du monde
- Meilleur classement général : 27e en 2020.
- 8 podiums individuels : 1 victoire, 3 deuxièmes places et 4 troisièmes places.
- 4 podiums en épreuves par équipes :
  - 3 podiums en sprint : 3 deuxièmes places.
  - 1 podium  en relais : 1 troisième place.

#### Détail des victoires
| Épreuve / Édition | Sprint | Sprint    |
| Épreuve / Édition | libre  | classique |
| 2021-2022         | Dresde |           |

#### Classements détaillés
| Saison / Épreuve | Saison / Épreuve | Général | Général | Distance | Distance | Sprint | Sprint |
| Saison / Épreuve | Saison / Épreuve | Class.  | Points  | Class.   | Points   | Class. | Points |
| ---------------- | ---------------- | ------- | ------- | -------- | -------- | ------ | ------ |
| 2014             | 2014             | 105e    | 34      |          |          | 51e    | 34     |
| 2015             | 2015             | 61e     | 106     | -        | -        | 22e    | 106    |
| 2016             | 2016             | 56e     | 108     | -        | -        | 22e    | 108    |
| 2017             | 2017             | 50e     | 124     | -        | -        | 19e    | 124    |
| 2018             | 2018             | 89e     | 35      | -        | -        | 44e    | 35     |
| 2019             | 2019             | 65e     | 83      | -        | -        | 28e    | 83     |
| 2020             | 2020             | 27e     | 294     | -        | -        | 8e     | 294    |
| 2021             | 2021             | 48e     | 112     | 72e      | 11       | 15e    | 97     |

### Championnats du monde junior
Lors de ses deux participations aux Championnats du monde junior en 2012 
à Erzurum et 2013 à Liberec, il gagne deux médailles en relais, respectivement en bronze et en argent.

### Coupe de Scandinavie
- Premier du classement général en 2017.
- 10 podiums, dont 4 victoires.